# Salacca
La salacca o saracca è la definizione commerciale di alcuni tipi di pesce conservato sotto sale, generalmente proveniente dai paesi dell'Europa settentrionale. Per realizzare le salacche sono utilizzate alcune specie di pesce azzurro (normalmente cheppie e papaline, ma anche sardine o aringhe) ovvero quelle specie che sono poco ricercate per il consumo immediato a causa di un'eccessiva ricchezza di spine nelle carni.
Il pesce, una volta eviscerato, messo in salamoia e, a volte anche affumicato, viene posto in barili di legno e conservato mediante salatura a secco. Per essere consumata, la saracca viene poi cotta alla brace (o su piastra), tagliata in piccoli pezzi e lasciata a macerare in olio di oliva per almeno un giorno. Servita tiepida (circa 30 °C) è generalmente accostata a polenta abbrustolita. In Toscana, in passato, veniva anche consumata cruda.
Cibo povero per eccellenza, nell'antica tradizione contadina veneta e lombarda, prima di essere sezionata, la salacca veniva spesso lasciata a macerare nell'olio intera e quindi appesa ad una cordicella che la mantenesse sospesa a pochi centimetri dal piano del tavolo da pranzo. I commensali, a turno, strofinavano le fette di polenta abbrustolita sul pesce o la intingevano nelle gocce d'olio, raccolte in un piatto sottostante. Tale rituale veniva ripetuto anche per più giorni, prima di finalmente consumare le carni della salacca.

## Denominazioni dialettali
La saracca ha varie denominazioni a seconda della zona di consumo.
In Veneto è chiamata renga, sardeón, scopetón o cospetón. Da quest'ultimo deriva cuspetù, usato in Lombardia, dove è comune anche rènga, termine dovuto alla credenza popolare che la saracca fosse il maschio dell'aringa. In Toscana si distingueva tra salacca e salacchino, a seconda delle dimensioni del pesce.